# Луїс Рубіньйос
Луїс Рубіньйос (ісп. Luis Rubiños, нар. 31 грудня 1940, Трухільйо) — перуанський футболіст, що грав на позиції воротаря.
Більшу частину кар'єри виступав за клуб «Спортінг Крістал», з яким став чотириразовим чемпіоном Перу, а також національну збірну Перу, у складі якої був учасником чемпіонату Південної Америки 1963 року та чемпіонату світу 1970 року.

## Клубна кар'єра
У дорослому футболі дебютував 1961 року виступами за команду «Спортінг Крістал», з якою того ж року виграв Національний чемпіонат. У 1963 був відданий в «Дефенсор Ліма», але вже в наступному році повернувся в «Спортінг». За наступні дев'ять років у столичному клубі зумів ще тричі виграти чемпіонат Перу.
У 1974 став гравцем «Універсітаріо де Депортес» і того ж року ж виграв національну першість, вп'яте у своїй кар'єрі.
У наступному сезоні відправився в «Карлос А. Мануччі», де під час деяких ігор грав роль тренера команди. У 1977 повернувся в «Універсітаріо», де в тому ж році завершив кар'єру.
У 1985 року повернувся на поле, щоб зіграти кілька матчів у перуанської Прімері за «Сан-Агустін». Рубіньйос працював тренером воротарів у тому клубі, і через травми двох воротарів йому довелося встати у ворота. Йому було 44 роки, коли він провів останній матч у своїй кар'єрі.

## Виступи за збірну
17 березня 1963 року дебютував в офіційних іграх у складі національної збірної Перу в матчі чемпіонату Південної Америки в Болівії проти збірної Еквадору (2:1).
У складі збірної був учасником чемпіонату світу 1970 року у Мексиці. У цьому турнірі він зіграв у всіх трьох матчах групового етапу, а також у програному чвертьфіналі проти майбутніх переможців турніру збірної Бразилії (2:4).
Востаннє зіграв у національній збірній 25 червня 1972 року в матчі Кубка незалежності Бразилії із Югославією (1:2). Загалом протягом кар'єри у національній команді, яка тривала 10 років, провів у її формі 38 матчів, пропустивши 47 голів.

## Титули і досягнення
- Чемпіон Перу (5):

«Спортінг Крістал»: 1961, 1968, 1970, 1972
«Універсітаріо»: 1974